# Visca el rei Julien
Visca el rei Julien (en anglés: All Hail King Julien) és una sèrie de televisió d'animació protagonitzada pel rei Julien, Maurice i Mort de la franquícia Madagascar de DreamWorks Animation i té lloc a Madagascar abans dels esdeveniments de la primera pel·lícula, convertint-la en una preqüela. És el segon programa de DreamWorks Animation que es basa en la franquícia Madagascar.
La sèrie va debutar el 19 de desembre de 2014 a Netflix, quan es van publicar els primers cinc episodis de 22 minuts. La temporada 2 es va estrenar el 16 d'octubre de 2015. La temporada 3 es va estrenar el 17 de juny de 2016, la temporada 4 es va estrenar l'11 de novembre de 2016, mentre que la temporada següent, subtitulada Exiled, es va estrenar el 12 de maig de 2017. La cinquena i última temporada es va estrenar l'1 de desembre de 2017. Posteriorment, la sèrie fou reemesa a Universal Kids als Estats Units. El programa es va eliminar de Netflix a nivell mundial el novembre de 2023.
Fou doblada al valencià per l'estudi castellonenc Noclafilms i emesa per À Punt el 2019.

## Recepció
Després de l'estrena inicial dels cinc primers episodis, Robert Lloyd de Los Angeles Times va escriure a la seua ressenya que la sèrie "té èxit en qüestions d'estil, guió, sincronització i rendiment, no en número de pèls individuals renderitzats en un pegat de pell. I Julien compleix en tots els camps importants".